# Henri Bénard
Henri Claude Bénard (* 25. Oktober 1874 in Lieurey, Normandie; † 29. März 1939 in Neuilly-sur-Seine)  war ein französischer Physiker, der sich mit experimenteller Hydrodynamik befasste. Er ist für die Entdeckung des regulären Musters von Konvektionszellen, den sogenannten Bénard-Zellen, in der Rayleigh-Bénard-Konvektion bekannt.

## Leben
Bénard besuchte das Lycée Louis-le-Grand, studierte 1894 bis 1897 an der École normale supérieure unter anderem bei Jean Perrin und wurde 1901 bei Eleuthère Mascart und Marcel Brillouin am Collège de France promoviert („Les Tourbillons cellulaires dans une nappe liquide propageant de la chaleur par convection en régime permanent“). Mit seiner Dissertation unternahm er die grundlegenden Experimente zur Rayleigh-Benard-Konvektion und veröffentlichte die Ergebnisse 1900 bis 1901. Der Effekt ist zusätzlich nach Lord Rayleigh benannt. Als Student befasste er sich auch mit der Drehung der Polarisationsebene in Zuckerlösung, was praktische Anwendungen in der Messung der Zuckerkonzentration zum Beispiel bei Weintrauben hatte und den zweiten Teil seiner Dissertation bildete. 1901 besuchte er die Hauptversammlung der British Association for the Advancement of Science, wo er unter anderem Lord Kelvin traf, ohne seine Ergebnisse über Konvektion zu präsentieren. Ebenfalls 1901 heiratete er. Ab 1902 lehrte er in Lyon und begann dort Arbeiten, die ihn auch zu einem Vorläufer der Entdeckung der von Kármánschen Wirbelstraße machten, wobei er auch Filmaufnahmen machte (wie auch später in Bordeaux von thermischer Konvektion, wobei er mit Camille Dauzère (1869–1944) zusammenarbeitete). In den 1920er Jahren kam es auf diesem Gebiet zu einem Prioritätsstreit mit Theodore von Kármán. Er veröffentlichte darüber zuerst 1908. 1910 wurde er Professor in Bordeaux. Im Ersten Weltkrieg war er Leiter der Physik-Sektion in der Commission Supérieure des Inventions de Guerre in Paris und befasste sich unter anderem mit Tiefkühl-Transporten von Fleisch, Polarisations-Optik zu U-Boot-Erkennung und Weitwinkel-Optik. 1922 wurde er Maitre de conférences an der Sorbonne, mit voller Professur ab 1926. Als 1929 ein Institut für Hydrodynamik an der Sorbonne eingerichtet wurde mit Henri Villat als Direktor wurde Bénard Leiter des Labors. 1935 wurde er Mitglied der Kommission für atmosphärische Turbulenz und 1937 Professor an der École Supérieure de l'Aéronautique.
1929 war er Präsident der französischen physikalischen Gesellschaft. 1929 erhielt er den Bordin-Preis und 1939 postum den Poncelet-Preis. Er war Ritter der Ehrenlegion (1919 und in ziviler Version 1920).
Mit Alexandre Galotti übersetzte er die Vorlesungen über Gastheorie von Ludwig Boltzmann ins Französische.
Nach ihm und Carlo Marangoni ist der Bénard-Marangoni-Effekt benannt.

## Schriften
Außer den in den Fußnoten zitierten Arbeiten:
- mit E. Mascart: Sur le pouvoir rotatoire du sucre, Ann. Chim. Phys., series 7, Band 17, 1899, S. 125–144.
- mit Duson Avsec: Travaux récents sur les tourbillons cellulaires et les tourbillons en bandes applications a l'astrophysique et a la météorologie, J. Phys. Radium, series 7, Band 9, 1938, S. 486–500.